# Platymantis isarog
Platymantis isarog Brown, Brown, Alcala, & Frost, 1997 è un anfibio anuro appartenente alla famiglia Ceratobatrachidae, diffuso sul Monte Isarog nell'isola di Luzon (Filippine).

## Biologia
Gli ammassi d'uova gelatinosi vengono depositati sulle foglie, sul muschio, sui rami degli alberi e nelle fessure rocciose d'affioramenti calcarei.

## Distribuzione e habitat
La specie è diffusa nelle foreste tropicali del Monte Isarog, nell'isola di Luzon (Filippine), ad un'altitudine di 1200–1800 m sul livello del mare e potrebbe essere presente sul Monte Malinao ad un'altitudine di 650–1500 m s.l.m., a circa 50 km a Sud-est dell'Isarog.

## Stato di conservazione
Nella lista rossa della IUCN viene classificata come specie vulnerabile.